# Peace, Love, Death Metal
Peace, Love, Death Metal (в пер. с англ. Мир, любовь, дэт-метал) — дебютный студийный альбом американской рок-группы Eagles of Death Metal, вышедший 23 марта 2004 года.

## Об альбоме
Распространением пластинки занимался независимый лейбл AntAcidAudio. Таким образом Peace, Love, Death Metal стал одним из немногих релизов в каталоге этой компании.
Основная часть материала Peace, Love, Death Metal была записана Джесси Хьюзом и Джошом Хомме. В то же время, в работе над пластинкой приняли участие Тим Ванхемел, Броди Даль, Ник Оливери, Ален Йоханнес и Наташа Шнайдер. В интервью MTV News Джош Хомме сообщил, что главную роль в процессе записи сыграл Джесси Хьюз и ответственность за тексты и композиции он взял полностью на себя.
Песни Peace, Love, Death Metal, после его выхода, получили некоторую популярность за пределами США во многом за счёт их использования в массмедиа. Так, например, композиция «I Only Want You» была использована в компьютерных играх Gran Turismo 4, Rock Band, в телесериале Близкие друзья и рекламе Windows 8.

## Список композиций
Слова и музыка написаны Джесси Хьюзом и Джошом Хомме, если не указано иное
| №                   | Название                                           | Длительность |
| ------------------- | -------------------------------------------------- | ------------ |
| 1.                  | «I Only Want You »                                 | 2:48         |
| 2.                  | «Speaking in Tongues»                              | 2:49         |
| 3.                  | «So Easy»                                          | 4:00         |
| 4.                  | «Flames Go Higher»                                 | 2:53         |
| 5.                  | «Bad Dream Mama»                                   | 3:02         |
| 6.                  | «English Girl»                                     | 2:38         |
| 7.                  | «Stacks о’ Money»                                  | 2:48         |
| 8.                  | «Midnight Creeper»                                 | 1:57         |
| 9.                  | «Stuck in the Metal» (кавер-версия Stealers Wheel) | 3:18         |
| 10.                 | «Already Died»                                     | 3:00         |
| 11.                 | «Kiss the Devil»                                   | 2:52         |
| 12.                 | «Whorehoppin’ (Shit, Goddamn)»                     | 3:34         |
| 13.                 | «San Berdoo Sunburn»                               | 3:42         |
| 14.                 | «Miss Alissa»                                      | 2:38         |
| Общая длительность: | Общая длительность:                                | 44:40        |

## Позиции в чартах
| Чарт (2004)            | Высшая позиция |
| ---------------------- | -------------- |
| ARIA Charts            | 50             |
| Ultratop 50            | 37             |
| Media Control Charts   | 60             |
| UK Albums Chart        | 124            |
| Top Independent Albums | 34             |